# Asthenes luizae
El canastero de Cipó (Asthenes luizae) o piscuiz de Cipó, es una especie de ave paseriforme de la familia Furnariidae perteneciente al numeroso género Asthenes. Es endémica del interior de Brasil. La especie fue descubierta en 1985.

## Distribución y hábitat

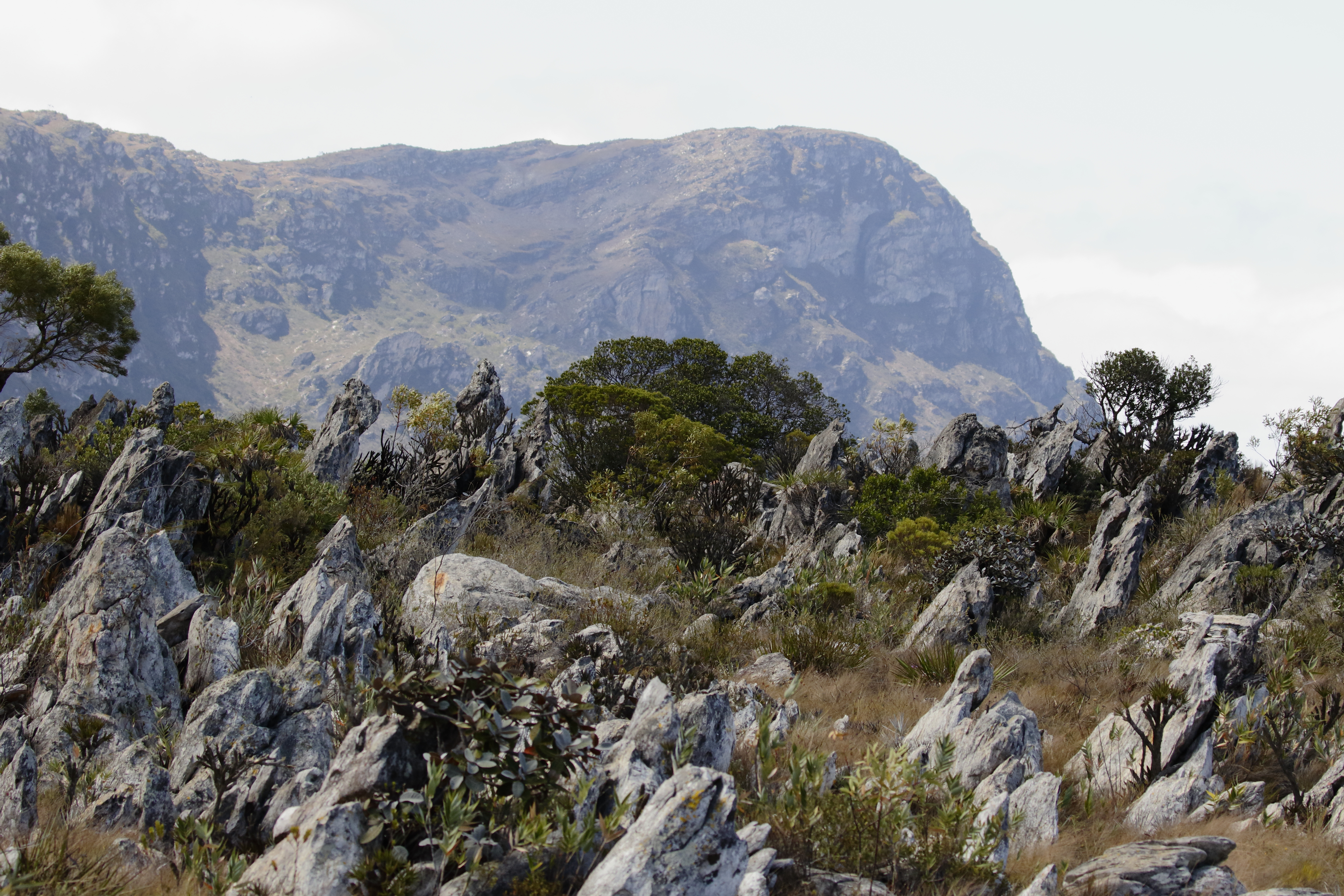
Formación de «campos rupestres» en Santana do Riacho, Minas Gerais, Brasil, el hábitat de la especie.

Se encuentra únicamente en la Serra do Espinhaco (desde la Sierra Formosa hacia el sur hasta la Serra do Cipó) en el centro norte y centro este del estado de Minas Gerais, sureste de Brasil.
Esta especie es considerada poco común y local en su hábitat natural: las áreas rocosas serranas denominadas «campos rupestres», con arbustos dispersos y bromelias de suelo, entre los 1000 y 1300 m de altitud.

## Estado de conservación
El canastero de Cipó ha sido calificado como casi amenazado por la Unión Internacional para la Conservación de la Naturaleza (IUCN) debido a que su población, todavía no cuantificada, ocupa una zona limitada; sin embargo no se limita a apenas diez locales o menos y la extensión y calidad de su hábitat se considera estable.

## Sistemática

### Descripción original
La especie A. luizae fue descrita por primera vez por el ornitólogo franco – brasileño Jacques Vieillard en 1990 bajo el mismo nombre científico; la localidad tipo es: «Alto da Boa Vista, 1100 m, cerca de Jaboticatubas, Serra do Cipó, Minas Gerais, Brasil». El holotipo MZUSP349, se encuentra depositado en el Museo de Zoología de la Universidad de São Paulo.

### Etimología
El nombre genérico femenino «Asthenes» deriva del término griego «ασθενης asthenēs»: insignificante; y el nombre de la especie «luizae», conmemora a Luiza Lencioni, esposa del ornitólogo brasileño Frederico Lencioni.

### Taxonomía
Los datos filogenéticos indican que la presente especie constituye un linaje separado dentro de su género. Es monotípica.